# اسلوبودان شیان
اسلوبودان شیان (سیریلیک صربی: Слободан Шијан؛ تلفظ [slɔbɔ̌dan ʃîja:n]؛ زادهٔ ۱۶ نوامبر ۱۹۴۶) کارگردان فیلم، و فیلم‌نامه‌نویس اهل صربستان است.
از فیلم‌هایش می‌توان به کی آنجا آواز می‌خواند؟ و خانوادهٔ ماراتون اشاره نمود.